# Pio Albergo Trivulzio
Il Pio Albergo Trivulzio è una casa di cura di Milano destinata da oltre due secoli agli anziani meno abbienti.
Unito con l'Orfanotrofio dei Martinitt e l'Orfanotrofio delle Stelline subito dopo l'Unità d'Italia, dal 2003 forma con gli stessi l'Azienda di servizi alla persona Istituti Milanesi Martinitt e Stelline e Pio Albergo Trivulzio, un ente pubblico collocato nella città di Milano che opera in ambito sociosanitario, sociale e educativo. 
La sede attuale è situata lungo la strada che conduce dal centro al quartiere Baggio di Milano ed è pertanto comunemente soprannominata «Baggina».

## Storia

### La prima sede in Contrada della Signora
Il Pio Albergo Trivulzio nasce dalle disposizioni testamentarie del 26 agosto 1766 del principe Antonio Tolomeo Gallio Trivulzio (1692-1767), nobile milanese e filantropo, attraverso le quali ne ordina la fondazione all'interno del suo stesso palazzo di abitazione, a Milano, in Contrada della Signora.
Le opere di ristrutturazione del Palazzo vengono affidate al Padre barnabita Ermenegildo Pini che progetta di demolire e ricostruire intere parti dell'edificio; l'eccessiva spesa che questi interventi avrebbero comportato, spinge gli esecutori testamentari del Principe a decidere di eseguire solo degli adattamenti funzionali sull'edificio, come il miglioramento della ventilazione delle camere e l'introduzione di acqua corrente e latrine.
Il Pio stabilimento apre nel 1771 con il ricovero dei primi cento assistiti.
Tra il 1780 e il 1790 la città di Milano è soggetta ad una serie di riforme assistenziali volute dall'Imperatore Giuseppe II che portano alla formazione di quattro categorie di luoghi di assistenza:
- Ospedali
- Orfanotrofi e Istituti per l'educazione
- Luoghi Pii elemosinieri
- Alberghi per i vecchi e incurabili

Molti enti assistenziali vengono soppressi e i ricoverati trasferiti negli enti maggiori rimasti operativi, cosa che succede anche al Pio Albergo Trivulzio infatti nel 1786 viene unito l'"Ospedale dei Vecchi", conosciuto anche con il nome di "Ospedale dei vecchi di Porta Vercellina", nel 1772 l'"Opera Pia sartoria" e poi ancora nel 1787 il Luogo Pio Pertusati di Pavia.
L'aumento del numero dei ricoverati comporta la necessità di un cambiamento degli spazi; il piano di ampliamento dell'edificio viene affidato all'architetto regio Giuseppe Piermarini e per l'occasione vengono acquistati degli edifici contigui al Palazzo.
Alla fine del Settecento gli spazi all'interno del Pio Albergo sono così distribuiti: i vari locali di servizio (portineria, segreteria, refettorio, magazzino) sono collocati al piano terreno mentre i dormitori, i locali per il lavoro e le infermerie sono collocate al primo e al secondo piano.
Negli anni trenta e negli anni settanta dell'Ottocento l'edificio subisce dei nuovi rimaneggiamenti e ampliamenti e negli ultimi anni del secolo l'edificio venne dotato di un impianto di riscaldamento.

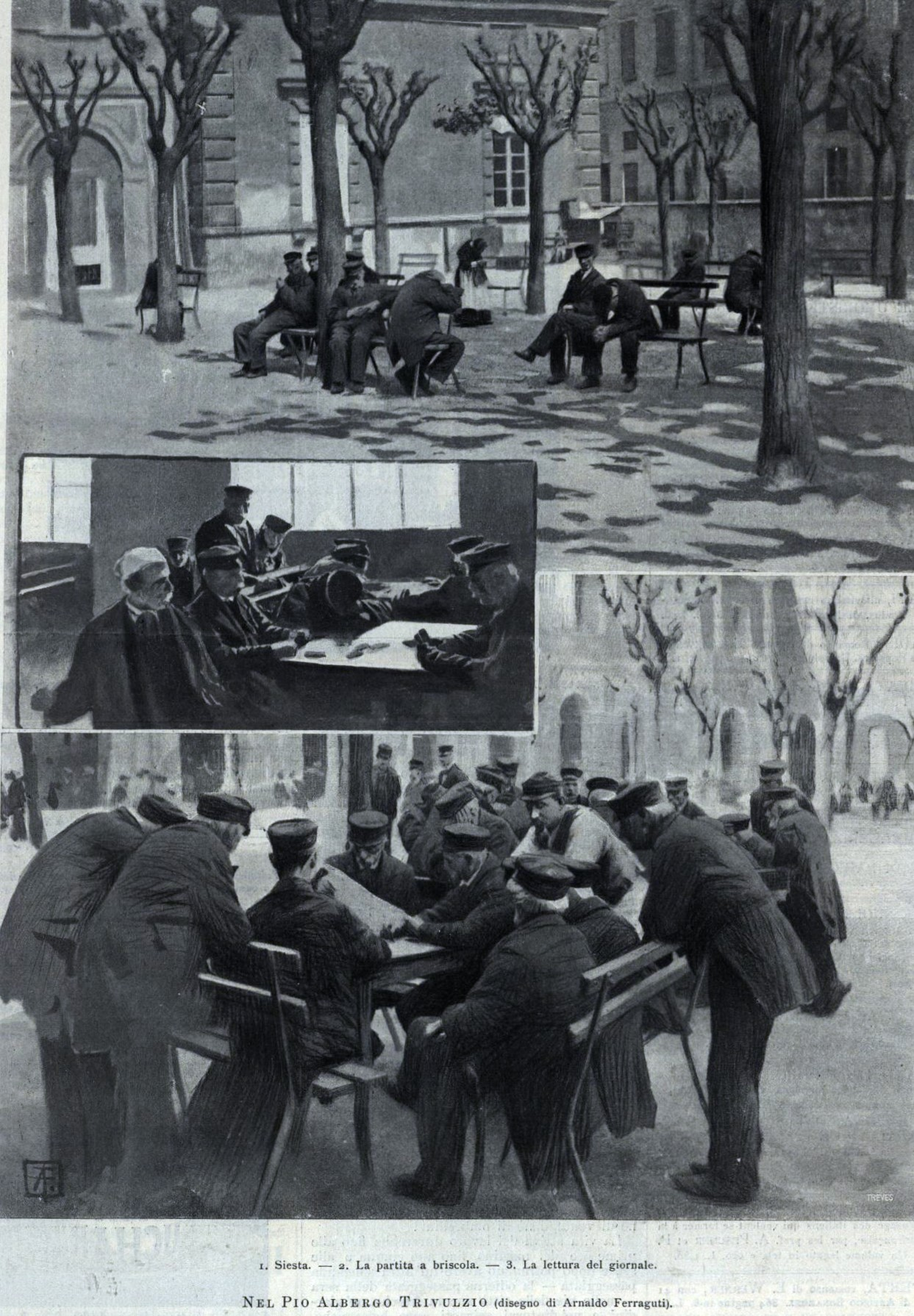
Al Pio Albergo Trivulzio di Milano, 1900: 1. La siesta – 2. La partita a briscola – 3. La lettura del giornale (Illustrazione di Arnaldo Ferraguti).

### La seconda e ultima sede sulla via per Baggio
Il Palazzo in Contrada della Signora rivela ad inizio del Novecento tutta la sua inadeguatezza in termini di spazio, igiene e comfort e per questo motivo viene presa la decisione di costruire una nuova sede.
Tra il 1907 e il 1910 viene quindi realizzato il nuovo Pio Albergo Trivulzio sulla strada che conduce a Baggio, Via Baggina (da qui il nome con cui è conosciuto in tutta la zona di Milano ovvero Baggina) con un progetto firmato dagli ingegneri Carlo Formenti (1847-1918) e Luigi Mazzocchi (1844-1925).
Il nuovo edificio, inaugurato con una grande festa il 22 maggio 1910, aderisce agli standard della moderna architettura sanitaria, dotato di un impianto a padiglioni ben collegati tra loro, aerati e soleggiati, e disposti attorno ad una corte centrale che divide la parte maschile (a sinistra) dalla parte femminile (a destra).
Ancora oggi il Pio Albergo Trivulzio è collocato in questa sede.

### Tangentopoli
Il Pio Albergo Trivulzio divenne noto ai fatti di cronaca nel 1992 per essere legato alle prime indagini legate a Tangentopoli. Difatti, l'incipit delle inchieste giudiziarie di Mani pulite ebbe luogo il 17 febbraio 1992, quando Il pubblico ministero Antonio Di Pietro chiese e ottenne dal GIP Italo Ghitti un ordine di cattura per l'ingegner Mario Chiesa, presidente del Pio Albergo Trivulzio e membro di primo piano del PSI milanese.

## Eredità
L'azienda dei Servizi alla Persona Istituti Milanesi Martinitt e Stelline e Pio Albergo Trivulzio gestisce tre delle Istituzioni cardine della città di Milano: Pio Albergo Trivulzio, Orfanotrofio dei Martinitt e Orfanotrofio delle Stelline. Questi tre enti hanno accumulato attraverso i secoli un patrimonio storico, documentario e artistico di grande rilievo. Parte di questo patrimonio è custodito presso il Museo Martinitt e Stelline (Corso Magenta 57, Milano) dove grazie ad installazioni digitali si possono vedere una piccola parte dei documenti e delle foto conservati negli archivi storici di questi enti, nonché alcuni dei dipinti che fanno parte della galleria di benefattori che hanno contribuito al mantenimento di questi luoghi.

## Organizzazione
Il Trivulzio è un ente pubblico che opera in ambito sociosanitario, sociale ed educativo sul territorio della Regione Lombardia indirizzandosi principalmente alla città di Milano. Per questo motivo la Regione Lombardia designa il Direttore Generale e legale rappresentante dell'Azienda d'intesa con il Sindaco della città di Milano e nomina, insieme al Comune, i componenti del Consiglio d'indirizzo aziendale.
Il Direttore Generale insieme al Direttore Amministrativo, il Direttore Sociosanitario e alla Dirigente delle Professioni Sanitarie compone la Direzione Strategica che garantisce e supervisiona l'operato aziendale a carattere sanitario, sociale ed economico-organizzativo.
Il Consiglio di indirizzo è composto da 5 membri, 3 di nomina Comunale (tra cui il presidente) e 2 di nomina Regionale; le funzioni del Consiglio sono definite dalla L.R 1/2003 e successive modifiche e integrazioni dello Statuto Aziendale e dallo statuto aziendale su proposta del Direttore Generale.

## Curiosità
- Il Pio Albergo viene citato nella canzone La domenica delle Salme di Fabrizio De André.
- Il Pio Albergo è ritratto in molte opere del pittore Angelo Morbelli interessato alla rappresentazione dei cosiddetti "vecchioni".